# Рустум Газалех
Рустум Газалех (3 травня 1953 — 24 квітня 2015, Сирія) — співробітник сирійських спецслужб і військовий командир.

## Біографія
Народився в 1953 році. Був призначений президентом Сирії Башаром аль-Асадом у 2002 році главою сирійської військової розвідки в Лівані. На цій посаді він змінив Газі Канаана. Часто відвідував свою резиденцію в долині Бекаа і штаб-квартиру в Анджаре і в результаті був звинувачений у причетності до торгівлі наркотиками в регіоні.
У липні 2012 року очолив Управління політичної безпеки (контррозвідку Сирії).
24 квітня 2015 року помер від важкої травми голови, отриманої в бійці з одним із охоронців генерал-лейтенанта Рафіка Шехадеха.